# Baljurashi
Baljurashi è una città dell'Arabia Saudita, nella provincia di al-Bāha.